# Professor Poppes prilliga prillerier
Professor Poppes prilliga prillerier är en svensk komedifilm från 1943 i regi av John-Lennart Linder. 

## Om filmen
Filmen premiärvisades den 24 juli 1943 på biografen Roxy i Örebro. Den spelades in vid Centrumateljéerna i Stockholm med exteriörer från Stockholm av Karl-Erik Alberts. Stockholmspremiären ägde rum ett år senare, den 31 augusti 1944 på biograf Rex vid Odengatan.
Filmen har med titeln Som fallen från skyarna sänts i SVT, bland annat 1995, 2005, 2008, i januari 2018 och i oktober 2020. 

## Rollista
- Nils Poppe – Baltazar, doktor
- Hilding Gavle – professor Gustav Örnstedt, astronom
- Nils Ericson – Juan Karle, kontorist
- Einar Axelsson – Per Jägerstam
- Carl Hagman – direktör Karl Jägerstam, Pers far
- Anna-Lisa Baude – fru Örnstedt, direktör Jägerstams syster
- Kerstin Holmberg – Antoinette, Gustav Örnstedts brorsdotter
- Carin Swensson – Märta, husa hos Örnstedts
- Sigge Fürst – Josua Hammarén, stadsbud
- Anna-Greta Krigström – Frida, husa hos Antoinette
- John Botvid – Jonsson, Örnstedts hjälpreda
- Gösta Bodin – Karlsson, kontorist
- Wiktor "Kulörten" Andersson – korvgubben
- Helga Hallén – kontorist hos direktör Jägerstam
- Margit Andelius – kränkt dam på gatan
- Helge Mauritz – poliskonstapel
- John Sandling – man i skyttesalongen
- Helge Andersson – man i skyttesalongen

## Musik i filmen
- Jag är lika glad ändå, kompositör Charles Redland, Sam Samson och Jack Geddes, text Harry Iseborg, sång Nils Ericson och Gösta Bodin
- Die Mädis vom Chantant. Ur Die Csárdásfürstin (Små tärnor och stjärnor på scen och kabaret. ur Csárdásfurstinnan), kompositör Emmerich Kálmán tysk text Leo Stein och Béla Jenbach, svensk text Nalle Halldén, sång Hilding Gavle
- Vergangenes Glück (Försvunnen lycka), kompositör Ida Prade tysk text Jenny Morrot-Ritzhaupt, svensk text Helge Roundquist, instrumental
- Vårsång (Glad såsom fågeln i morgonstunden), kompositör Prins Gustaf, text Herman Sätherberg, instrumental
- Kammerad med Solen (Vän med månen), kompositör Amdi Riis, dansk text Mogens Dam svensk text Harry Iseborg, sång Nils Ericson och Anna-Greta Krigström
- När en stjärna faller, kompositör Dick Fryman svensk text Harry Iseborg, sång Nils Ericson, Anna-Greta Krigström, Hilding Gavle, Anna-Lisa Baude, Kerstin Holmberg, Einar Axelsson, Carl Hagman, Gösta Bodin och Nils Poppe